# Hauptstraße 20 (Greuth)

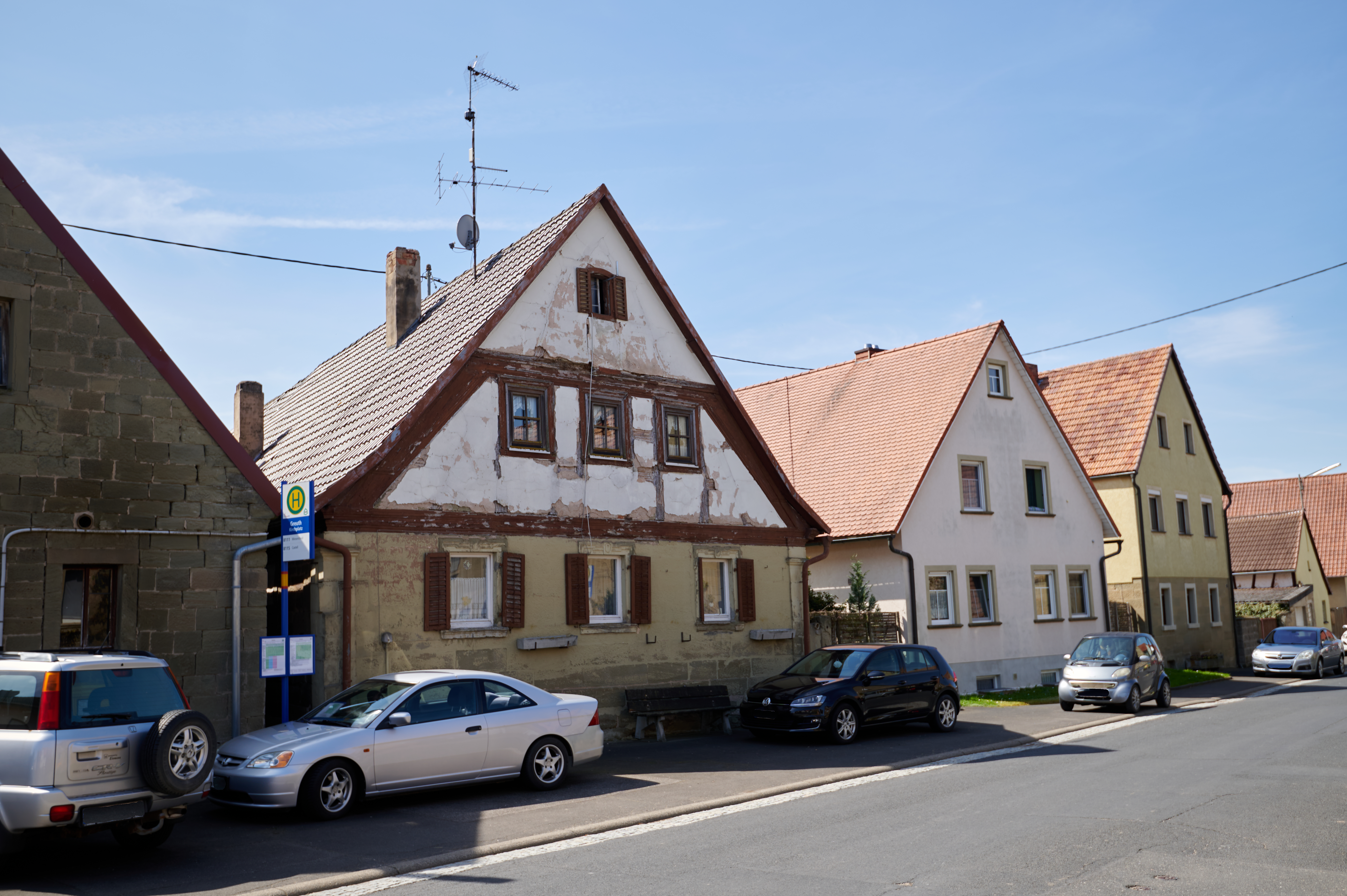
Haus Hauptstraße 20

Das Haus Hauptstraße 20 (früher Hausnummer 36) ist ein denkmalgeschütztes Gebäude im Casteller Gemeindeteil Greuth im unterfränkischen Landkreis Kitzingen.

## Geschichte
Über die Geschichte des Hauses in der Hauptstraße 20 ist nur wenig bekannt. Es wurde wohl in der zweiten Hälfte des 18. Jahrhunderts errichtet. Im Jahr 1809 war Caspar Köhler senior als Besitzer nachgewiesen. Später hatte Adam Köhler das Haus inne. Er vermachte das Haus an seinen Sohn Andreas und seine Ehefrau Elisabeth geborene Sauer aus Prichsenstadt, Andreas Köhler ließ das heutige Gebäude errichten. Es gelangte danach an die in Innsbruck lebende Tochter Elli Schiener, die es 1958 an den Landwirt Fritz Huscher und seine Frau Theresia aus Südmähren verkaufte.
Auf dem Grundstück bestanden damals ein Wohnstallhaus und ein Hofhäuslein. Eine Scheune war ebenfalls auf dem Grundstück zu finden. 1972 errichtete Huscher eine Maschinenhalle. Fünf Jahre später, 1978, gab die Familie die Landwirtschaft auf. Ende der 1990er Jahre gelangte das Haus an den Sohn von Huscher. Das Hofhaus wurde noch im selben Jahr abgerissen und stattdessen ein Neubau auf dem Grundstück errichtet. Der Altbau diente in der Folgezeit als Austragshaus für die Witwe Huscher.

## Beschreibung
Das Haus präsentiert sich als eingeschossiges Giebelhaus, das besonders typisch für die kleinen Dörfer des Steigerwaldvorlandes ist. Während das Erdgeschoss in Massivbauweise entstand, wurde der hoch aufgragende Giebel mit Fachwerk gearbeitet. Heute ist das Fachwerk allerdings unter einer Putzschicht verborgen, lediglich die zwei Dachgeschosse sind durch einen unbedeckten Balken kenntlich gemacht. Das Haus entstand mit einigen Fassadengliederungen, so weist es Eckpilaster und geohrte Fensterrahmungen auf. Sein Erscheinungsbild erinnert an das Haus Hauptstraße 15.